# Thomas Fairfax (6e lord Fairfax de Cameron)
Pour les articles homonymes, voir Thomas Fairfax et Fairfax.

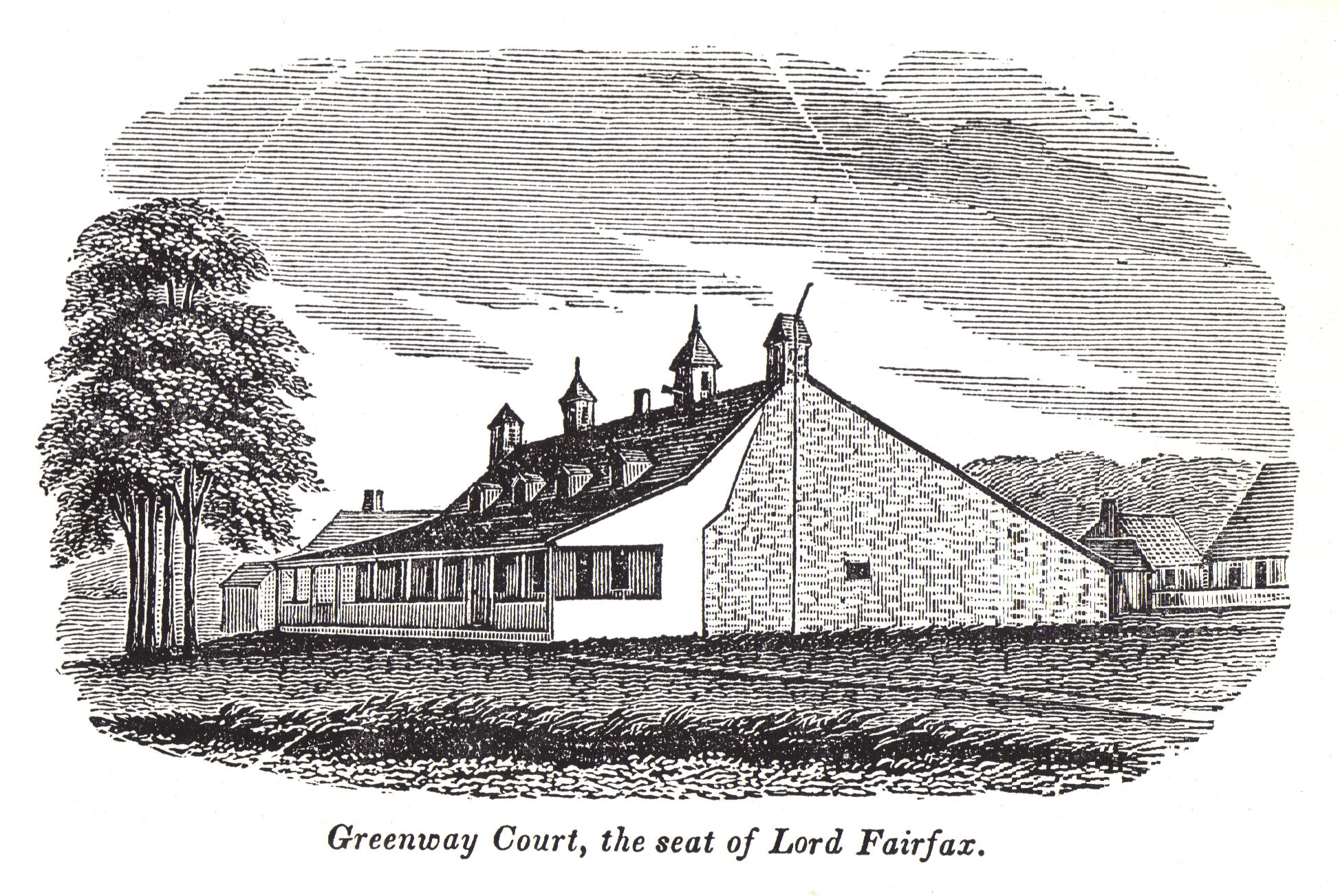
Gravure de Greenway Court, près de Winchester (Virginie).

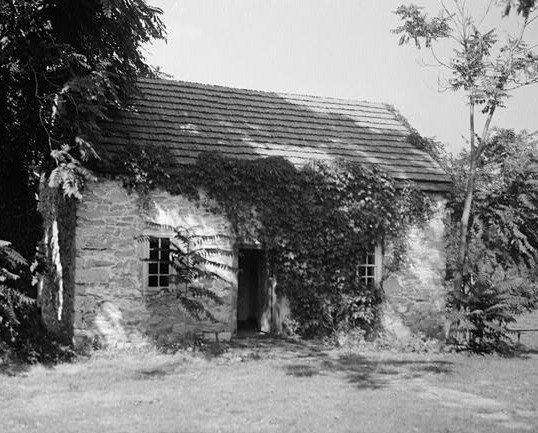
Vestiges du bureau des recettes.

Thomas, 6e baron Fairfax de Cameron (né le 22 octobre 1693 – 9 décembre 1781) fut le seul pair de la Couronne ayant effectivement résidé dans l’Amérique coloniale. Depuis sa propriété de Greenway Court (Virginie), Fairfax y administrait ses vastes plantations de Northern Neck — concession de la Colonie de Virginie accordée en 1649 aux barons Culpeper. Plusieurs sites de Virginie du Nord et de l’Eastern Panhandle de Virginie-Occidentale rappellent sa mémoire— notamment le comté de Fairfax.

## Biographie

### Sa jeunesse
Né au château de Leeds dans le Kent (que ses ancêtres maternels, les Culpeper, détenaient depuis les années 1630), Lord Fairfax hérita de ses titres en 1709. Il étudia à Oriel College (université d'Oxford) de 1710 à 1713 puis détint un brevet d'officier dans les Royal Horse Guards (1721–1733). Il fut l'un des premiers contributeurs de Addison's Spectator.
En 1719, Fairfax hérita des terres de Virginie des barons Culpeper, à Northern Neck, entre la vallée du Rappahannock et celle du Potomac. Ces terres, d'une superficie totale de 21 380 km2, recouvraient une grande partie de la Vallée de Shenandoah et la vallée de la branche méridionale du Potomac. S'efforçant de maintenir le train de vie dû à son rang tout en veillant à l'entretien du château de Leeds, Fairfax chercha à valoriser les terres de Virginie, tantôt par la vente, tantôt par affermage à d'autres planteurs du Northern Neck. Les loyers étaient perçus par son intendant local, Robert « King » Carter (1662–1732). À l'automne 1732, Fairfax apprit la mort de son métayer par la rubrique nécrologique du The Gentleman's Magazine de Londres, et découvrit avec surprise la fortune (quelque 10 000 livres sterling) que ce dernier léguait à ses héritiers : à titre de comparaison, les émoluments du gouverneur de Virginie se montaient à 200 livres sterling par an. Plutôt que de nommer un autre colon de Virginie à ce poste, il préféra donc en 1734 faire nommer son cousin, le colonel William Fairfax, en poste dans le  Massachusetts, en Virginie pour qu'il assure la gérance de ses biens.

### Planteur en Virginie
Lord Fairfax visita une première fois la colonie de Virginie de 1735 à 1737 pour y inspecter ses terres et faire valoir ses droits. En 1738, près de trente fermes avaient été construites dans son domaine de Patterson Creek Manor, d'une superficie de 3 600 ha, non loin de l'actuel village de Burlington, en Virginie-Occidentale. Les limites nord-ouest de ses terres de Northern Neck, qui avaient été contestées par le Privy Council, furent matérialisées en 1746 par la Fairfax Stone au point où naît la branche nord du Potomac. De retour aux Amériques en 1747, il résida d'abord chez son cousin, le colonel Fairfax, à Belvoir. Puis il se consacra à l'exploitation de ses terres et à la perception de ses affermages.
Fairfax fut le seul pair résident des Treize colonies : les prétentions de William Alexander au titre de comte de Stirling n'aboutirent jamais ; quant aux autres pairs du Royaume ayant exercé des fonctions aux Colonies, ils sont tous revenus en Grande-Bretagne une fois leur mission terminée. En 1748, Fairfax fit la connaissance de George Washington, un parent éloigné des Fairfax du Yorkshire, alors âgé d'à peine 16 ans. Impressionné par la fougue et les talents du jeune homme, Lord Fairfax le chargea (ce fut le premier métier de Washington) de borner ses domaines situés à l'ouest des montagnes Blue Ridge.
Fairfax, resté célibataire, partit pour la Vallée de Shenandoah en 1752. Sur la suggestion de son neveu Thomas Bryan Martin, il élit sa résidence dans le pavillon de chasse de Greenway Court, non loin de White Post, Comté de Clarke. Là, Martin et lui vécurent en cohabitation, s'adonnant fréquemment aux plaisirs de la chasse à courre. Le baron Fairfax exerça les fonctions de sheriff et de juge de paix du  Comté de Frederick, dont dépendait Clarke.

### La Guerre d'Indépendance
Quoiqu'il se proclamât ouvertement Loyaliste, Fairfax ne fut jamais insulté ni molesté par les insurgents, mais ses terres lui firent confisquées pour la durée des hostilités en vertu du Virginia Act de 1779. Moins de deux mois après la défaite décisive du général Cornwallis à Yorktown, Fairfax, âgé de 88 ans, rendit l'âme dans son cottage de Greenway Court. On l'inhuma le long de l'aile est du temple épiscopal de Christ Church à Winchester (Virginie).